# NGC 6761
NGC 6761 (другие обозначения — PGC 62957, ESO 231-28, FAIR 858, IRAS19113-5044) — галактика в созвездии Телескоп.
Этот объект входит в число перечисленных в оригинальной редакции «Нового общего каталога».